# Comaliamma
Comaliamma es un género de foraminífero bentónico de la familia Mayncinidae, de la superfamilia Nezzazatoidea, del suborden Nezzazatina y del orden Lituolida. Su especie tipo es Comaliamma charentiiformis. Su rango cronoestratigráfico abarca el Albiense (Cretácico inferior).

## Discusión
Clasificaciones previas incluían Comaliamma en la superfamilia Lituoloidea, así como en el suborden Textulariina del orden Textulariida, o en el orden Lituolida sin diferenciar el suborden Nezzazatina.

## Clasificación
Comaliamma incluye a las siguientes especies:
- Comaliamma charentiiformis †
- Comaliamma dobrogiaca †
- Comaliamma gediki †